# Gaspar Lax
Gaspar Lax (Sariñena, 1487-Zaragoza, 23 de febrero de 1560), fue un filósofo, matemático y escritor español que destacó como príncipe de la lógica, y fue llamado príncipe de los Sofistas Parisienses. Fue tío de Miguel Servet.

## Biografía
Fue uno de los siete hijos del médico Gaspar Lax y de Leonor de la Cueva. La familia se estableció en Sariñena, de donde posiblemente era la mujer, y donde nacieron algunos de sus hijos, como Gaspar, que nació en 1487.
Comenzó su formación en el estudio general de artes de Zaragoza (fundada en 1474), y más tarde pasó a la Universidad de París, graduándose en esta última en Filosofía y doctorándose posteriormente en Teología, tras lo que ejerció como profesor de filosofía y matemáticas en el Colegio de Montaigu, donde tuvo por maestro a John Mair. Mantuvo también comunicación con Pedro Ciruelo, y fue profesor de, entre otros, Juan Luis Vives.
Regresó a Zaragoza en 1516 con gran prestigio, y fue contratado en la Universidad Sertoriana de Huesca cobrando 1.000 sueldos jaqueses y recibiendo un trato especial y beneficios adicionales. Allí enseñó artes desde 1516 a 1520, el mismo año en el que se licenció en Teología en esa universidad. Hacia 1520 impartió su primera instrucción al niño Francisco de Borja, hijo primogénito del III duque de Gandía, que terminaría siendo canonizado en el siglo XVII. El 8 de mayo de 1520, el recién nombrado arzobispo de Zaragoza, Juan de Aragón, lo nombró maestro mayor del Estudio Mayor de Zaragoza, donde impartió clases, entre otros, a Miguel Servet, a quien agredió en 1527, por un motivo que se desconoce, firmando la paz a través de un documento.
Continuó en Zaragoza con gran reconocimiento en el mundo académico, en 1559 sufrió una ceguera y problemas de gota, y finalmente falleció 23 de febrero de 1560, después de haber desarrollado una prestigiosa carrera en Francia y España, y haber publicado gran diversidad de obras.

## Obras
- Insolubilia magistri gasparis lax, 1508, París (imprenta de Antoine Bonnemère).[9]
- De Syllogismis, 1509, París.[1]
- Tractatus exponibilitum Propositionum, 1511, París.[1]
- De Solubilibus et Insolubilibus, 1511, París.[1]
- De Oppositionibus Propositionum cathegoricarum et earum Aequipollentiis solubilibus, 1511, París.[1]
- De Impositionibus, 1512, París.[1]
- Obligationes, 1512, París.[1]
- Arithmetica speculativa, 1515, París.[1]
- De proportionibus arithmeticis, 1515, París.[1]
- Tractatus Summularum, 1521, Zaragoza.[1]
- Tractatatus Parvorum Logicalium, 1521, Zaragoza.[1]
- Summa Parvor. Logicalium, 1525, Zaragoza.[1]
- Quaestiones phisicales, 1527, Zaragoza[1] (imprenta de Jorge Coci); los evaluadores la calificaron de gran ingenio y fruto de muchos años de estudio. Dedicada a micer Miguel Donlope.[10]
- Summa Oppositionum, 1528, Zaragoza.[1]
- De arte inveniendi medium, 1528, Zaragoza.[1]
- Summa parvorum logicalium, 1528, Zaragoza (imprenta de Pedro Hardouin,[11] reeditada en la misma ciudad en 1532 en la imprenta de Jorge Coci).[12]
- Summa Syllogismorum Magistri Gasparis aragonensis, 1528, Zaragoza (imprenta de Pedro Hardouin).[13]
- Praedicabilia, 1529, Zaragoza.[1]
- Quaestiones in libros Perihermenias et Posteriorum, 1532, Zaragoza.[1]
- Tractatus Consequentiarum, 1532, Zaragoza (imprenta de Jorge Coci).[14]